# Winter-Paralympics 1976/Medaillenspiegel
Medaillenspiegel der 1. Winter-Paralympics 1976 in Örnsköldsvik.
| Medaillenspiegel | Medaillenspiegel   | Medaillenspiegel | Medaillenspiegel | Medaillenspiegel | Medaillenspiegel |
| Platz            | Land               | Goldmedaille     | Silbermedaille   | Bronzemedaille   | Gesamt           |
| ---------------- | ------------------ | ---------------- | ---------------- | ---------------- | ---------------- |
| 1                | BR Deutschland     | 10               | 12               | 6                | 28               |
| 2                | Schweiz            | 10               | 1                | 1                | 12               |
| 3                | Finnland           | 8                | 7                | 7                | 22               |
| 4                | Norwegen           | 7                | 3                | 2                | 12               |
| 5                | Schweden           | 6                | 7                | 7                | 20               |
| 6                | Österreich         | 5                | 16               | 14               | 35               |
| 7                | Tschechoslowakei   | 3                | –                | –                | 3                |
| 8                | Frankreich         | 2                | –                | 3                | 5                |
| 9                | Kanada             | 2                | –                | 2                | 4                |
| –                | Belgien            | –                | –                | –                | 0                |
| –                | Großbritannien     | –                | –                | –                | 0                |
| –                | Japan              | –                | –                | –                | 0                |
| –                | Jugoslawien        | –                | –                | –                | 0                |
| –                | Polen              | –                | –                | –                | 0                |
| –                | Uganda             | –                | –                | –                | 0                |
| –                | Vereinigte Staaten | –                | –                | –                | 0                |
| Gesamt           | Gesamt             | 53               | 46               | 42               | 141              |